# ヨルダン考古学博物館
ヨルダン考古学博物館（ヨルダンこうこがくはくぶつかん、ヨルダン古代博物館、英語: Jordan Archaeological Museum、アラビア語: متحف الآثار الأردني）は、ヨルダンの首都アンマンにあるアンマン城塞に位置する国立考古学博物館である。1951年に創設され、ヨルダンの考古学遺跡より発掘された先史時代から16世紀初頭にかけての遺物を展示している。収蔵品は年代順に陳列され、燧石（すいせき）、ガラス、陶器や金属製の道具のような日用品のほか、宝飾類や塑像（そぞう）など、より美術的な品目が展示され、博物館にはまた硬貨の収集品などもある。
博物館には以前、唯一の「銅の巻物」など死海文書のいくつかが収蔵されていたが、それらは人類の文明により創作された最古の塑像の1つであるアイン・ガザルの像とともに、2013年より新たに設立されたヨルダン博物館に展示されている。

## 位置

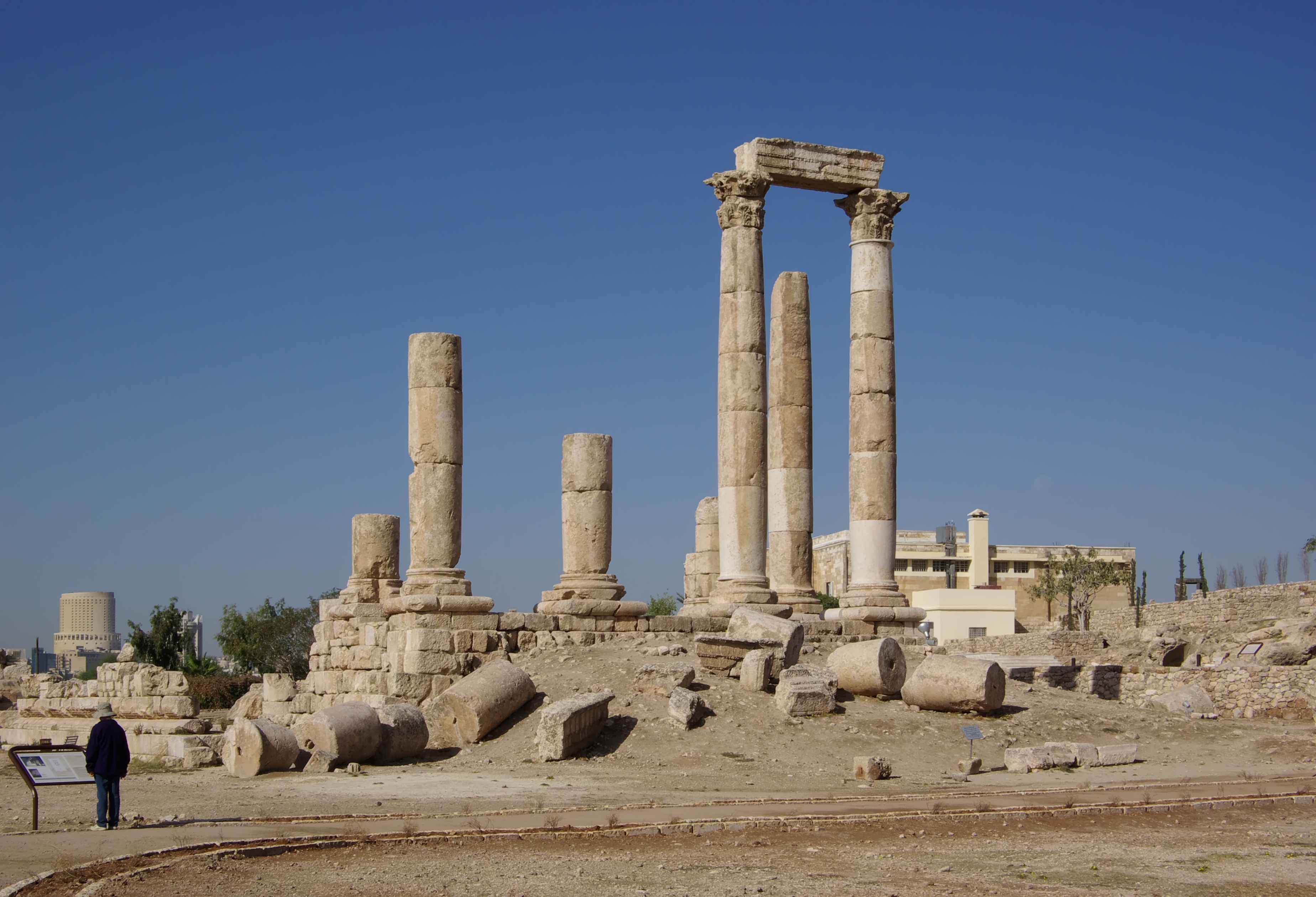
アンマン城塞上の博物館近くにあるローマ時代のヘラクレス神殿の遺構

博物館は、世界で最も古くより継続的に人が居住した場所の１つであるアンマンにあるアンマン城塞に位置している。付近には2世紀までさかのぼるローマ時代のヘラクレス神殿や8世紀のウマイヤ朝の宮殿などの史跡がその丘陵上にある。

## 歴史

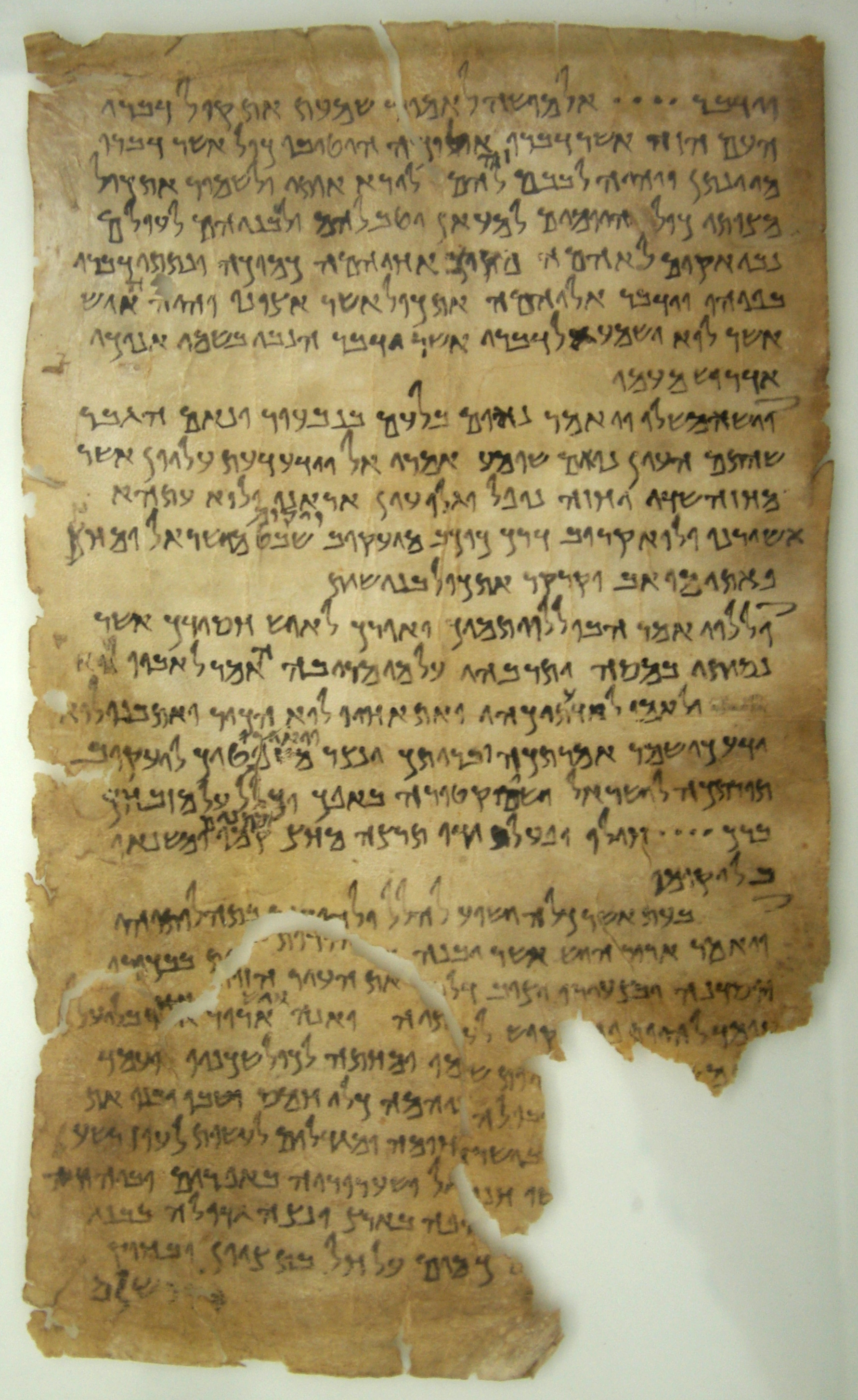
死海文書

博物館は1951年、アンマンの中心部にあるアンマン城塞上に設立された。また、1967年の第三次中東戦争以前、ヨルダン支配下の東エルサレムにもう1つ分館が開設されていた。1967年に東エルサレムがイスラエルに占領されると、博物館は死海文書の大部分などエルサレムの分館にあった収蔵品のすべてを喪失した。

## 展示
博物館には以下の時代の収蔵品がある。
- 旧石器時代: 100万-1万年前
- 新石器時代・先土器時代: 紀元前8300-5500年 - この時代に属する最も有名な遺物にアイン・ガザルの像がある。
- 新石器時代・有土器時代: 紀元前5500-4300年
- 銅器時代: 紀元前4300-3300年前
- 初期青銅器時代: 紀元前3300-1900年
- 中期青銅器時代: 紀元前1900-1550年
- 後期青銅器時代: 紀元前1550-1200年
- 鉄器時代: 紀元前1200-550年
- ペルシア時代: 紀元前550-350年
- ヘレニズム時代: 紀元前332-63年
- ナバテア王国時代: 紀元前312-西暦106年
- ローマ時代: 紀元前63-西暦324年
- ビザンティン時代: 西暦324-636年
- イスラーム時代: 西暦636年-現代
ウマイヤ朝時代: 661-750年
アッバース朝時代: 750-1258年
アイユーブ朝-マムルーク朝時代: 1173-1516年